# Angus MacPhail
Angus MacPhail (* 8. April 1903 in London; † 22. April 1962 in Sussex, Vereinigtes Königreich) war ein britischer Drehbuchautor.

## Leben und Wirken
MacPhail besuchte erst die Westminster School und ging anschließend an die Trinity Hall in Cambridge, wo er Englisch studierte. Seine ersten beruflichen Aktivitäten waren Artikel, die er für das Literaturmagazin Granta schrieb. 1926 stieß der Londoner zum Film, seine ersten Tätigkeiten hier waren Untertitel für Stummfilme. Noch vor Anbruch des Tonfilmzeitalters begann Angus MacPhail Drehbücher zu verfassen. Er begann kostengünstige Grusel-, Thriller- und Lustspielstoffe für Gainsborough Pictures bzw. Gaumont-British zu schreiben, später auch für die Ealing Studios unter der Leitung von Michael Balcon. Während des Zweiten Weltkriegs verfasste MacPhail eine Fülle von Manuskripten zu britischen Propagandafilmen wie Die Blockade, The Next of Kin und Ein gefährliches Unternehmen; für das britische Informationsministerium lieferte er die Drehbücher zu Gute Reise und Aventure Malgache, zwei Kurzfilmdokumentationen, die Alfred Hitchcock inszenierte.
Infolgedessen kam es zu weiteren Kollaborationen mit Hitchcock, beginnend noch im selben Jahr 1944, als Hitchcock MacPhail darum bat, das Drehbuch von Ben Hecht zu dem US-Thriller Ich kämpfe um dich zu überarbeiten. Zu dieser Zeit entwickelte sich auch das Prinzip des MacGuffin, deren Entwicklung MacPhail zugeschrieben wird. Bis zum Ende des Jahrzehnts blieb der Autor noch filmaktiv, in diese Zeiten fallen MacPhails beste Manuskripte: Er schrieb das Buch zu dem Film noir Whitechapel und das zu der Produktion Das Whisky-Schiff, die als einer der gelungensten Ealing-Komödien überhaupt gilt. Mit Beginn der 1950er Jahre zog sich MacPhail weitgehend von der Filmarbeit zurück, bei seiner letzten Kinoproduktion, dem semidokumentarischen Krimi Der falsche Mann, kam es zu einer erneuten Zusammenarbeit mit Hitchcock.

## Filmografie
- 1928: Balaclava
- 1928: A Light Woman
- 1928: A South Sea Bubble
- 1929: Der Würger
- 1929: Taxi for Two
- 1929: City of Play
- 1929: Their Son
- 1930: Symphony in Two Flats
- 1930: A Warm Corner
- 1931: Third Time Lucky
- 1931: Der Würger kommt um Mitternacht (The Ringer)
- 1931: Night in Montmartre
- 1931: Hindle Wakes
- 1931: The Ghost Train
- 1931: Michael and Mary
- 1931: Sunshine Susie
- 1932: Marry Me
- 1932: Lord Babs
- 1932: White Face
- 1932: Love on Wheels
- 1932: The Good Companions
- 1933: A Cuckoo in the Nest (nur Produktion)
- 1933: Channel Crossing (nur Co-Produktion)
- 1938: Der Lausbub aus Amerika (A Yank at Oxford) (ungenannt)
- 1938: Kicking the Moon Around
- 1939: Trouble Brewing
- 1939: The Four Just Men
- 1940: Busman’s Honeymoon
- 1940: Saloon Bar
- 1940: Sailors Three
- 1941: The Ghost of St. Michael’s
- 1942: Die Blockade (The Big Blockade)
- 1942: The Next of Kin
- 1942: Ein gefährliches Unternehmen (The Foreman Went to France)
- 1942: Went the Day Well?
- 1942: Go to Blazes
- 1943: My Learned Friend
- 1944: Gute Reise (Bon Voyage) (Kurzfilm)
- 1944: Aventure Malgache (Kurzfilm)
- 1944: The Halfway House
- 1944: Fiddlers Three
- 1944: Champagne Charlie
- 1945: Traum ohne Ende (Dead of Night)
- 1945: Ich kämpfe um dich (Spellbound)
- 1946: Das gefangene Herz (The Captive Heart)
- 1946: The Loves of Joanna Godden
- 1947: Frieda
- 1947: Whitechapel (It Always Rains on Sunday)
- 1948: Das Whisky-Schiff (Whisky Galore!)
- 1949: Train of Events
- 1956: The Scarlet Pimpernel (TV-Serie)
- 1956: Der falsche Mann (The Wrong Man)